# Municipio de Mataojo
Mataojo es un municipio uruguayo del departamento de Salto, y cuya cabecera municipal es la localidad de Fernández. Es una localidad uruguaya en el departamento de Salto y es la sede administrativa del municipio de Mataojo. Se ubica al nordeste del departamento, a orillas del arroyo Mataojo Chico, y a unos 198 km de la ciudad de Salto.

## Geografía
Se encuentra ubicado en la zona nordeste del departamento de Salto, al este del arroyo Mataojo Grande, limita al norte con el departamento de Artigas, al este con el de Tacuarembó y al noroeste con el municipio de Pueblo Lavalleja. Su territorio total es de 740 km los cuales fueron mejorados de 2020 - 2025 ya que antiguamente los partidos tradicionales no le dieron tanto interés al territorio.

## Economía
La principal actividad económica de Mataojo es la ganadería extensiva realizada por pequeños emprendimientos familiares y algunas estancias de mayor extensión que se dedican a la cría de ganado vacuno y ovino.

## Atractivos
Esta zona concentra un importante número de sitios de valor arqueológico. Desde noviembre de 2009 se desarrolla en la zona el «Proyecto Mataojo» orientado a la búsqueda de elementos prehistóricos e históricos.
El descubrimiento de cuevas y aleros en la cuchilla de Haedo, en la zona de Mataojo, se conoce como Zanja del Tigre, contiene evidencias de la presencia de humanos en Uruguay de una antigüedad que ronda los 10 mil años, en lo que se denomina período Paleoindio.

## Gobierno Municipal
El municipio de Mataojo fue creado por Ley N.º 18.653 del 15 de marzo de 2010 y comprende los distritos electorales JFD, JFE, JFF y JFG del departamento de Salto.
Dentro de este municipio están incluidas las siguientes localidades:
- Fernández
- Quintana
- Sarandí del Arapey
- Cambará del Arapey

### Autoridades
La autoridad del municipio es el Concejo Municipal, compuesto por el Alcalde y cuatro Concejales.
Alcaldes según período: